# Lyle Berman
Lyle Berman (Minneapolis (Minnesota), 6 augustus 1941) is een Amerikaans zakenman en professioneel pokerspeler. Hij is in het bezit van drie WSOP-bracelets, gewonnen in een 1,500 Limit Omaha- (WSOP 1989), een $2,500 No Limit Hold'em (WSOP 1992) en een $5,000 No Limit Deuce to Seven Draw-toernooi (WSOP 1994).
Berman werd in 2002 opgenomen in de Poker Hall of Fame.

## Loopbaan
Berman studeerde aan de University of Minnesota, waarna hij bij Berman Buckskin ging werken, de leerzaak van zijn vader. Toen de zaak in 1979 verkocht werd, bleef hij aan als algemeen directeur. Van 1994 was Berman directeur van Rainforest Cafe, een restaurant- en winkelketen. Hij was in 1990 een van de oprichters van Grand Casinos Inc., dat gokzaken buiten Las Vegas wilde opzetten.
Berman richtte samen met Steve Lipscomb in 2002 de World Poker Tour (WPT) op, waarin hij zelf nog niet tot toernooiwinst wist te komen (anno 2008). Hij haalde naast zijn drie toernooizeges op de WSOP, vier tweede plaatsen. Hij nam er voor het eerst aan deel in 1984. Berman introduceerde de hole-cam in Amerika, nadat hij had gezien hoe John Duthie er de televisieserie Late Night Poker mee tot een succes maakte. Met deze camera werd het voor televisiekijkers mogelijk om te zien welke kaarten de spelers omgekeerd voor zich op tafel hebben liggen.

### The Corporation
Berman maakte van 2001 tot en met 2004 deel uit van gelegenheids-pokerteam The Corporation.

## Boek
Berman bracht in 2005 zijn autobiografie uit, getiteld I'm All In : Lyle Berman and the Birth of the World Poker Tour. Hij schreef dit samen met schrijver Marvin Karlins.

## WSOP
| Jaar                       | Toernooi                            | Prijs      |
| -------------------------- | ----------------------------------- | ---------- |
| World Series of Poker 1989 | $1.500 Limit Omaha                  | $108.600,- |
| World Series of Poker 1992 | $2.500 No Limit Hold'em             | $192.000,- |
| World Series of Poker 1994 | $5.000 No Limit Deuce to Seven Draw | $128.250,- |